# Devet sester
Devet sester (izvirno francosko Les Neuf Sœurs) je prostozidarska loža, ki je bila ustanovljena v 18. stoletju.
Med člani lože so bili: Joseph Jérôme Lefrançois de Lalande, Charles Montesquie, Marie Jean Antoine Nicolas Caritat, marquis de Condorcet, Benjamin Franklin, François-Marie Arouet de Voltaire, ...